# Takafumi Nishitani
Takafumi Nishitani (n. 17 ianuarie 1979, Prefectura Osaka, Japonia) este un sportiv ce a reprezentat Japonia, medaliat olimpic. A participat la 3 ediții ale Jocurilor Olimpice (1998, 2002, 2006) în care a câștigat o medalie de aur.